# Crani de Teshik-Tash
El crani de Teshik-Tash, amb nom de catàleg Teshik Tash 1, és un crani, inclosa la mandíbula inferior, fòssil d'una nena de Home de Neandertal. Va ser trobat el 1938 per Alexey P. Okladnikov a la cova del mateix nom, a la serralada Bajsuntau (Uzbekistan) a l'Àsia central, i l'antiguitat del qual se situa entorn als 70 000 anys.

## Descripció
El fòssil va ser trobat durant les excavacions de la cova dels anys 1938 i 1939 dirigides per Okladnikoff. Al costat del crani, fracturat en 150 trossos, hi havia restes de banyes de cabra siberiana, que per la seva disposició podrien apuntar al fet que fos un enterrament.
El crani de Teshik-Tash està confirmat de neandertal per anàlisi d'ADNmt, si bé presenta alguns trets de sapiens, com el front alt, encara que podrien ser deguts a la reconstrucció o part del desenvolupament habitual de la morfologia neandertal en la infantesa.
El crani conserva tota la dentadura. Amb base a ella es va estimar que l'individu era un nen d'entre 8 i 9 anys, encara que treballs posteriors l'han recalculat a 7,5 anys.

## Datació
Aquest fòssil segueix oferint dificultats per a la seva datació, per diferents mitjans s'ha arribat a un rang ampli de 130-45 ka, amb una edat estimada de 70 ka. Altres autors amplian l'antiguitat a 150 000 anys, amb un marge inferior de 100 000 anys.

## Reconstrucció

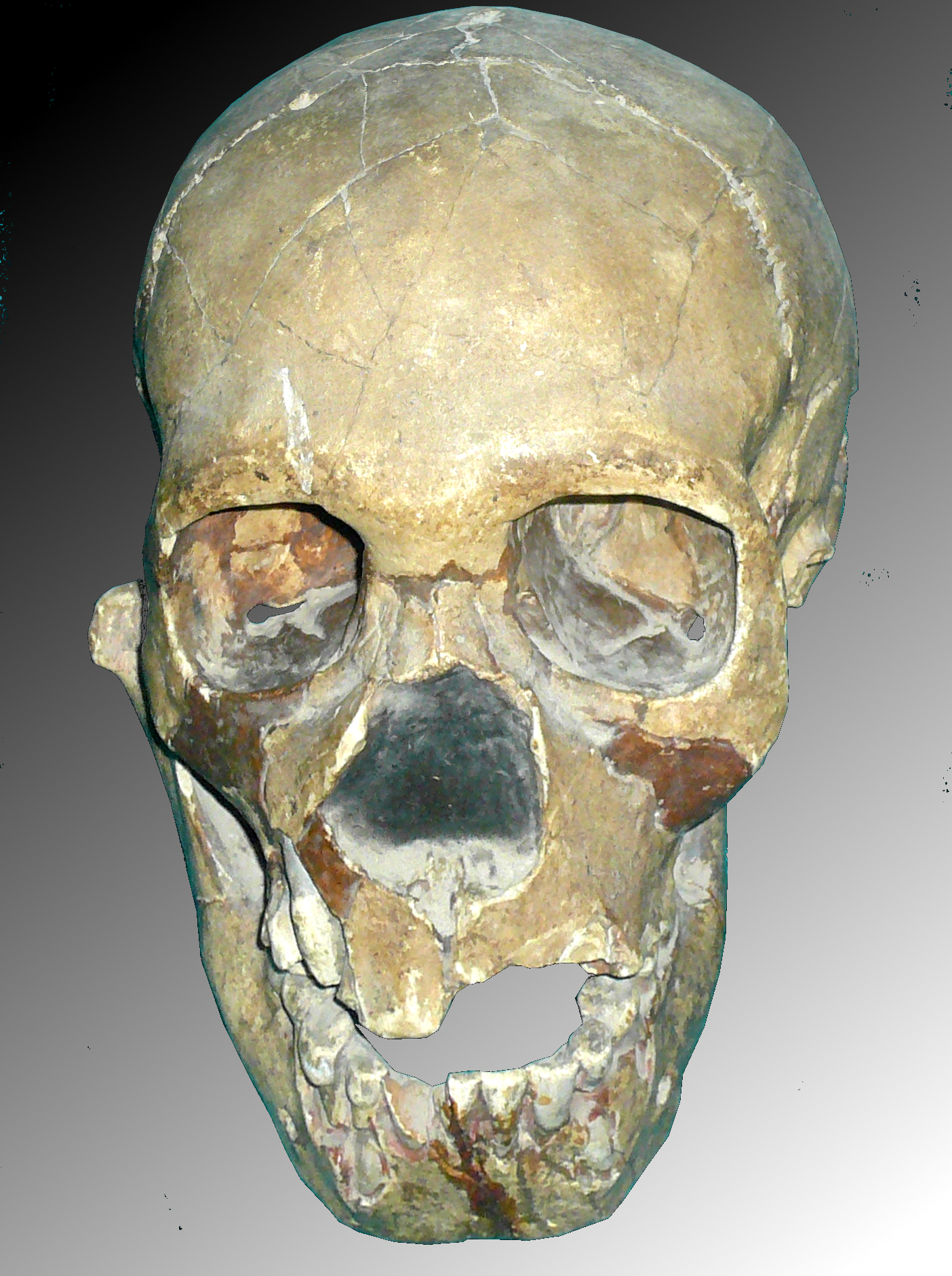
Reconstrucció del crani de Teshik Tash del nen neanderthal

Abans de la descoberta del crani Teshik-Tash el 1938, es pensava que els neanderthals no s'havien estès a l'est el suficient per arribar fins a l'Àsia. La població neandertal era coneguda per ésser densa a Europa al llarg del Mediterrani. La descoberta del crani Teshik-Tash va ampliar la gamma de Neandertal a l'Àsia central. Va ser el primer espècimen de neanderthal descobert fora del rang de neandertal anterior.
El crani de Teshik-Tash va ser reconstruït a partir de 150 fragments d'os, havia estat esclafat a causa de les diverses capes de sediments que Es trobaven sobre la seva part superior.
|          | polzades | centímetres |
| -------- | -------- | ----------- |
| Alçada   | 7.75     | 19.69       |
| Amplada  | 5.5      | 19.97       |
| Longitud | 6        | 15.24       |